# 幾寅駅
幾寅駅（いくとらえき）は、北海道空知郡南富良野町字幾寅にあった北海道旅客鉄道（JR北海道）根室本線の駅（廃駅）である。駅番号はT36。電報略号はトラ。事務管理コードは▲110407。かつては急行「狩勝」の停車駅だった。

## 歴史

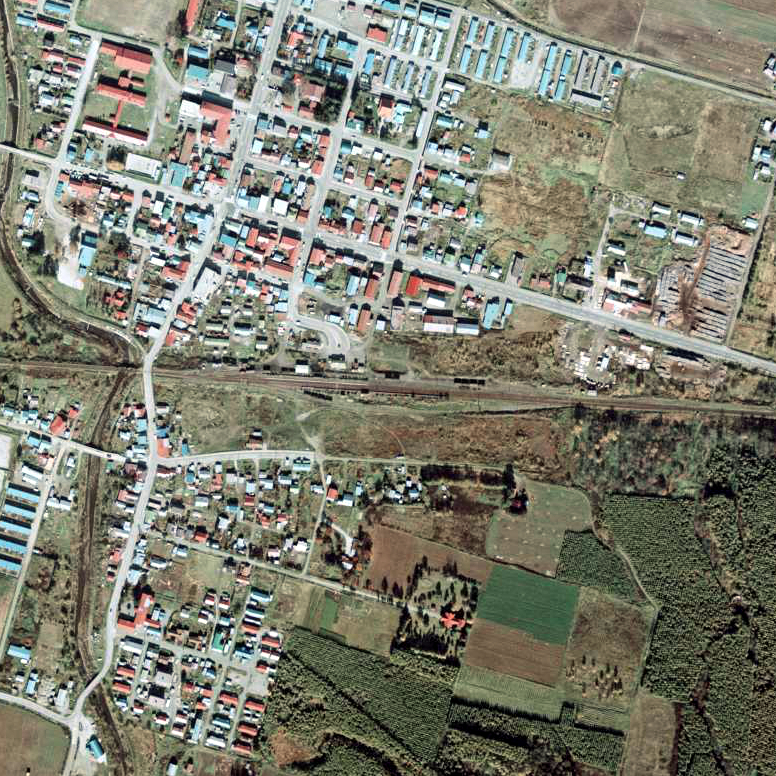
1977年の幾寅駅と周囲約750m範囲。右が新得方面。駅舎の西側に線路まで軒の突き出た貨物ホームの上屋と、駅舎と下りホーム間に敷かれた貨物積卸線に多くの貨車が留置されているのが見える。幾寅森林軌道の駅土場は駅舎辺りからその東側にかけて設けられていたが、その後も昭和20年代まで駅裏土場と併せて木材搬出土場として利用されていた。駅裏側の大きく膨らんだ貨物線にも貨車が数台留置かれているが、隣接する駅裏の土場には既に物が無い。

- 1902年（明治35年）12月6日：北海道官設鉄道十勝線旭川 - 落合間開通に伴い開業[1]。
- 1905年（明治38年）4月1日：鉄道省に移管[1]。
- 1909年（明治42年）10月12日：十勝線が釧路線に統合され、同線の駅となる。
- 1913年（大正2年）11月10日：線路名が釧路本線に改称され、同線の駅となる。
- 1919年（大正8年）5月1日：当駅含む山部駅 - 新得駅間の管轄を旭川管轄から釧路管轄とする[3]。
- 1921年（大正10年）
  - 8月5日：線路名が根室本線に改称され、同線の駅となる。
  - 月日不詳：当駅からの幾寅森林軌道（馬車鉄道）14.7km開業。駅土場9.47ha設置。
- 1923年（大正12年）4月1日：当駅含む山部駅 - 新得駅間の管轄を釧路管轄から再び旭川管轄とする[3]。1928年（昭和3年）：幾寅森林軌道廃止[4]。
- 1933年（昭和8年）
  - 2月：駅舎全焼。
  - 6月：駅舎を南側から北側へ移転再建[注釈 1]。
- 1949年（昭和24年）
  - 6月1日：日本国有鉄道（国鉄）に改組。
  - 12月1日：当駅含む布部駅 - 新得駅間の管轄を旭川鉄道管理局管轄から再び釧路鉄道管理局管轄とする[3]。
- 1982年（昭和57年）11月15日：貨物扱い廃止[1]。
- 1984年（昭和59年）
  - 2月1日：荷物扱い廃止[1]。
  - 12月1日：駅員無配置駅となる[5][6]。ただし、国鉄職員による乗車券の販売を継続[7]。
- 1985年（昭和60年）4月1日：前日をもって国鉄職員による乗車券の販売を終了し、南富良野町への簡易委託により乗車券販売を開始[6]。
- 1987年（昭和62年）4月1日：国鉄分割民営化により、北海道旅客鉄道（JR北海道）の駅となる[1]。
- 1994年（平成6年）4月1日：釧路支社と本社鉄道事業本部の境界を布部駅の富良野駅方（施設キロ 61km 000 m地点）から上落合信号場手前（施設キロ114 km 700 m地点）に変更し、当駅の管轄を本社鉄道事業本部に移管[8]。
- 2003年（平成15年）4月1日：簡易委託廃止、完全無人化。
- 2005年（平成17年）：映画「鉄道員（ぽっぽや）」で使用されたキハ40形の前頭部が設置。
- 2016年（平成28年）
  - 8月31日：台風10号による大雨の影響により、最大で当駅を含む根室本線の富良野 - 音別間が不通となる。
  - 10月17日 : 当駅を含む東鹿越 - 落合間で列車代行バスの運行が開始される[JR北 1][JR北 2]。
- 2024年（令和6年）4月1日：富良野駅 - 新得駅間の廃止に伴い廃駅[9][JR北 3]。

### 駅名の由来
所在地名より。現在のユクトラシュベツ川（幾寅川とは異なる）を指すアイヌ語の「ユクトゥラシペッ」（鹿が・登る・川）の上部を採って漢字をあてたものとされる。
なお、この「ユクトゥラシペッ」を訳して駅名にしたのが隣駅の東鹿越駅（及び旧鹿越信号場）である。

## 駅構造
廃止時点では単式ホーム1面1線と木造駅舎を有する地上駅であった。
かつては島式ホーム状の2面を有していたが、いずれも片面使用の実質相対式ホーム2面2線で、駅舎側ホーム（下りホーム）と駅舎の間に貨物積卸線1本と駅裏側に大きく膨らんだ貨物線1本を有していた。当駅は建設時には南側に駅舎が設置されていたが、この駅裏の貨物線は駅舎が北側に移転した後に設置されている。駅舎と互いのホームは構内踏切で連絡していた。駅裏側の貨物線が先に廃止され、後に駅舎側の貨物積卸線も貨物取扱廃止に伴って使用されなくなって、1983年時点では側線として残っていたが、1993年（平成5年）時点では、この側線も富良野側の転轍機が外されて滝川方から分岐する側線となっていた。更に交換設備廃止の上、島式ホーム1面使用の単式ホームとなっていた。
駅舎は線路の北側（根室方面に向かって左側）に位置し、築堤上のホームとは階段で連絡する。古い駅舎であるが、映画『鉄道員（ぽっぽや）』の撮影の為、より古さを強調した感じ（外観及び内装も）に改修されている。

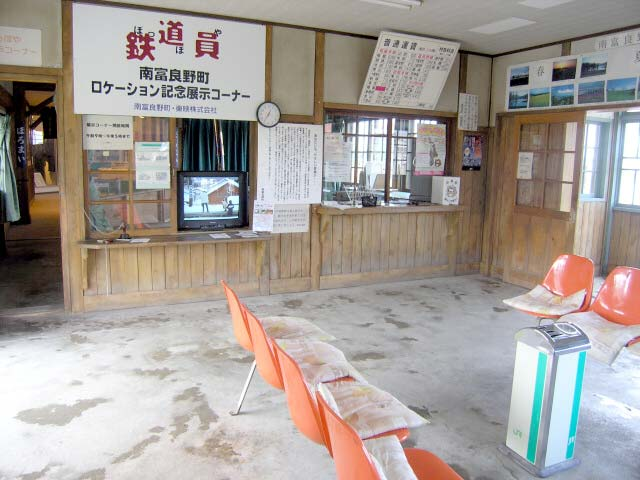
待合室（2004年8月）
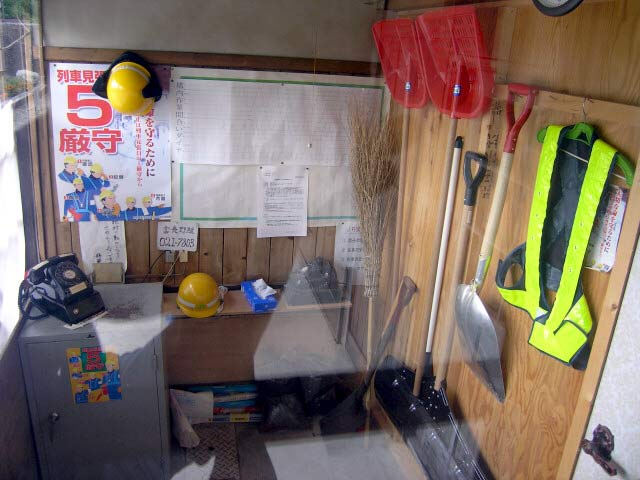
本来の事務室（2004年8月）
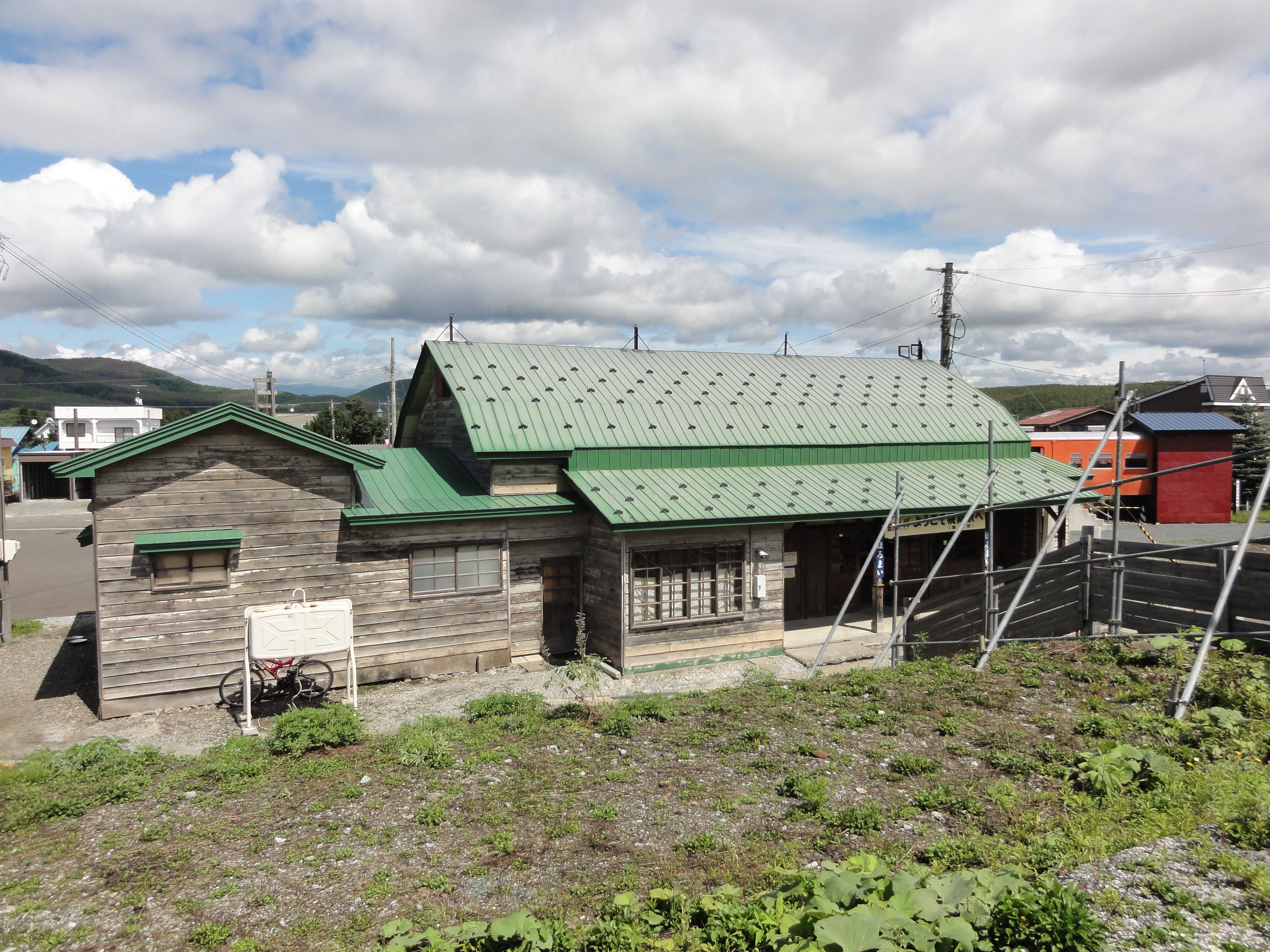
ホームから見た駅舎（2011年8月）
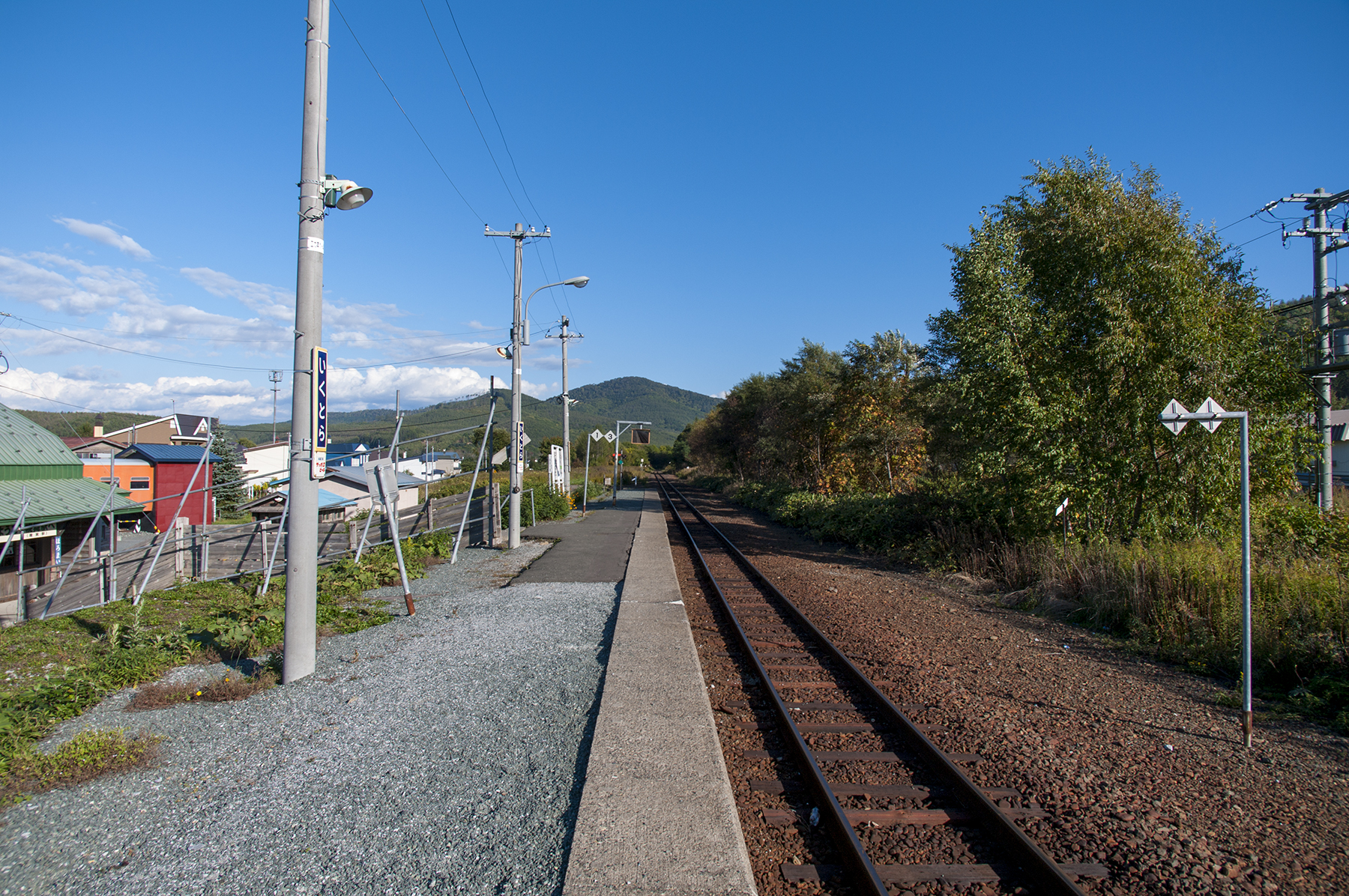
ホーム（2012年10月）

## 利用状況
乗車人員の推移は以下のとおりであった。年間の値のみ判明している年については、当該年度の日数で除した値を括弧書きで1日平均欄に示す。乗降人員のみが判明している場合は、1/2した値を括弧書きで記した。
また、「JR調査」については、当該の年度を最終年とする過去5年間の各調査日における平均である。
| 年度               | 乗車人員 | 乗車人員 | 乗車人員 | 出典        | 備考                                                      |
| 年度               | 年間     | 1日平均  | JR調査   | 出典        | 備考                                                      |
| ------------------ | -------- | -------- | -------- | ----------- | --------------------------------------------------------- |
| 1981年（昭和56年） |          | (91.0)   |          | [ 11 ]      | 1日平均乗降客数182人                                      |
| 1992年（平成04年） |          | (109.0)  |          | [ 14 ]      | 1日平均乗降客数218人                                      |
| 2012年（平成24年） |          | 66       |          | [ JR北 4 ]  | 以下、1日平均はJR北海道の同年の特定の平日の調査日の数値   |
| 2013年（平成25年） |          | 72       |          | [ JR北 4 ]  |                                                           |
| 2014年（平成26年） |          | 74       |          | [ JR北 4 ]  |                                                           |
| 2015年（平成27年） |          | 59       | 67.8     | [ JR北 4 ]  |                                                           |
| 2016年（平成28年） |          | -        |          | [ JR北 4 ]  | 同年度から東鹿越 - 新得間被災によりバス代行。データなし。 |
| 2017年（平成29年） |          | -        |          | [ JR北 5 ]  | 同年度から東鹿越 - 新得間被災によりバス代行。データなし。 |
| 2018年（平成30年） |          | -        |          | [ JR北 6 ]  | 同年度から東鹿越 - 新得間被災によりバス代行。データなし。 |
| 2019年（令和元年） |          | -        |          | [ JR北 7 ]  | 同年度から東鹿越 - 新得間被災によりバス代行。データなし。 |
| 2020年（令和02年） |          | -        |          | [ JR北 8 ]  | 同年度から東鹿越 - 新得間被災によりバス代行。データなし。 |
| 2021年（令和03年） |          | -        |          | [ JR北 9 ]  | 同年度から東鹿越 - 新得間被災によりバス代行。データなし。 |
| 2022年（令和04年） |          | -        |          | [ JR北 10 ] | 同年度から東鹿越 - 新得間被災によりバス代行。データなし。 |
| 2023年（令和05年） |          | -        |          | [ JR北 11 ] | 同年度から東鹿越 - 新得間被災によりバス代行。データなし。 |

## 駅周辺

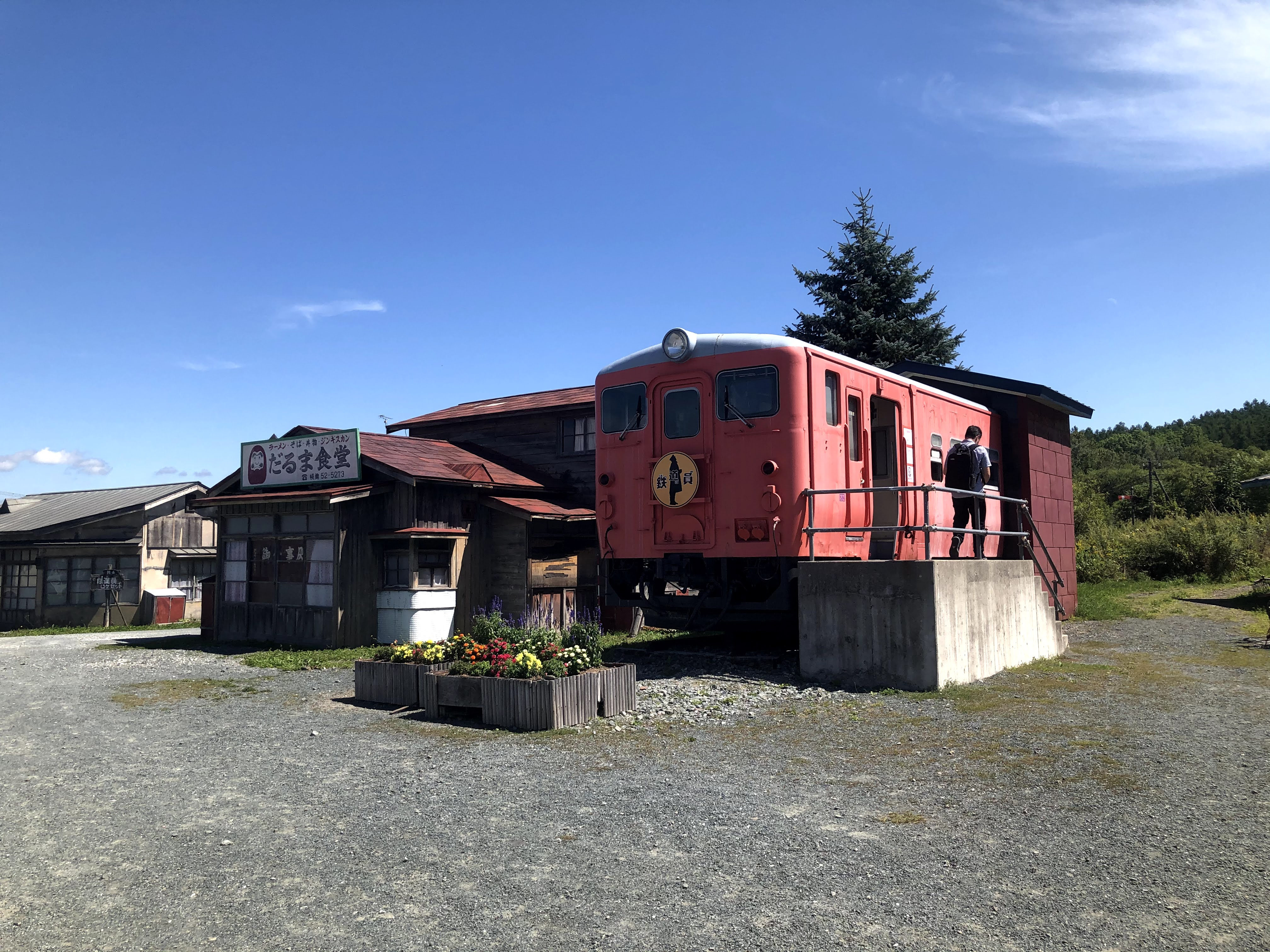
鉄道員ぽっぽやで使用されたキハ40（2020年8月）

幾寅の市街地になっており、商店や住宅が立ち並ぶ。
- 北海道道465号金山幾寅停車場線
- 国道38号
- 道の駅南ふらの
  - ノースライナー「幾寅物産センター」停留所
- 南富良野町役場
- 富良野警察署幾寅駐在所
- 幾寅郵便局
- 旭川信用金庫南富良野支店
- ふらの農業協同組合（JAふらの）南富良野支所
- 「鉄道員」撮影に使われた建物のセット
- 北海道南富良野高等学校
- 南ふらのスキー場
- 南富良野町営循環バス「農協前」・占冠村営バス「幾寅駅前」・ふらのバス西達布線「幾寅駅」停留所

## その他
- 映画『鉄道員（ぽっぽや）』の中では石炭輸送路線「幌舞（ほろまい）線」の終着駅「幌舞駅」として登場する[15]。駅舎は映画のロケーションのために改装されている。また駅前には、映画内で「キハ12 23」として登場したキハ40 764号気動車（ぽっぽや号）の一部分（前頭部）が、2005年（平成17年）に廃車の後に設置・保存されている。
- 待合室内には映画撮影関連の写真や小道具、出演者のサインなどを展示し、駅前の食堂などのロケーションセットも残され[13]、多くのファンが訪れる。

## 隣の駅
北海道旅客鉄道（JR北海道）
■根室本線
東鹿越駅 (T35) - 幾寅駅 (T36) - 落合駅 (T37)